# Mniobia adhaerens
Mniobia adhaerens är en hjuldjursart som beskrevs av Bartoš 1944. Mniobia adhaerens ingår i släktet Mniobia och familjen Philodinidae. Inga underarter finns listade i Catalogue of Life.